# スリーエム (紳士服)
株式会社スリーエムは大阪市天王寺区に本社を置く紳士服のチェーン店会社である。1953年創業。

## 概要
元々は大阪の紳士服卸業者であったが、1960年代に入り小売業にも進出。俗に言う中間マージンを取り払う製造小売方式（SPA）の先駆けとして、関西地区を中心に高い知名度を誇った。しかし、その後の同業者乱立による競争激化に飲み込まれる形で小売業からは全面撤退、現在は紳士服部門については卸売業のみに注力している。祖業の紳士服小売からの撤退とあわせて（当時、余剰となった店舗を有効活用する必要性もあった）現在は金券ショップ「チケットスーパー」、メガネチェーン店、更に外食産業などにも進出、総合生活企業への発展を目指している。
なお、アメリカの化学品メーカーの3M（スリーエム社）、並びに同社の日本企業である、スリーエム ジャパンとの関係は一切ない。

## 業態
- メガネ本舗

1999年に第一号店を開店させて以来、西日本を中心に展開。
- チケットスーパー

金券ショップ

## 沿革
- 1953年（昭和28年）大阪・丼池筋（どぶいけすじ）で紳士服生地を扱う卸業者「村田商店」として創業。
- 1956年（昭和31年）「上六ラシャクラブ」として、既製紳士服の製造・販売を行う店舗をオープン。
- 1971年（昭和46年）小売部門の子会社「スリーエム商事」を設立。
- 1972年（昭和47年）チェーン全体を統括する、株式会社スリーエム設立。
- 1981年（昭和56年）初のホテル業態である、奈良スリーエムホテル（現ホテル葉風泰夢）がオープン[2]。
- 1988年（昭和60年）初の海外支社、台北支社を開設。
- 1992年（平成2年）香港支社を開設。北京市に燕莎店を開設。
- 1999年（平成11年）メガネチェーンに進出し、メガネ本舗1号店オープン。